# Велимир Дејановић
Велимир Дејановић (1952) српски је универзитетски професор, историчар телевизије, телевизијски продуцент, телевизијски водитељ и кувар.

## Биографија
Магистрирао је на Факултету драмских уметности, где је запослен од 1993. на катедри за филмску и телевизијску продукцију.
Прво је радио у Радио Загребу као члан дечје драмске групе, а наставио је у Филмским новостима у Београду и Радио Београду. Двадесет и пет година је радио на Телевизији Нови Сад.
Предавао је на академијама уметности на Цетињу и у Подгорици.
Осим као продуцент радио је и као одговорни уредник забавног и филмског програма јавног сервиса, дописник из иностранства.
Дејановић је као колумниста објављивао чланке у више новина у Југославији и Србији.
Он је аутор неколико стотина наслова и ТВ серија за децу Филмовница, те већег броја документарних емисија и програма из културе.
Аутор је и водитељ 1936 емисије циклуса Кувати срцем, 74 емисије Први кувар Србије, као и неколико кулинарско-забавних емисија реализованих на Гранд телевизији.

## Дела
- Предисторија телевизије у Србији, 2000.[2]
- Време без слике, ТВ БГ, 2003.[3]
- Кувати срцем, 2005.[4]